# Priapeia
Priapeia är titeln på ett åttiotal latinska dikter av obscent innehåll (de är nämligen ägnade guden Priapos) i olikartade versmått. 
De bästa tillskrivs Catullus, Vergilius, Ovidius och Tibullus. Större delen innehåller senare efterbildningar av grekiska och latinska epigram, i det hela smaklösa och grova. De finns bland annat i Büchelers Petroniusedition (3:e upplagan 1895). Begreppet Priapeia brukas även i betydelsen sexuellt utmanande och oanständiga skrifter i allmänhet.